# Onthophagus telegonus
Onthophagus telegonus är en skalbaggsart som beskrevs av Vladimir Balthasar 1969. Onthophagus telegonus ingår i släktet Onthophagus och familjen bladhorningar. Inga underarter finns listade i Catalogue of Life.